# Kléber Haedens
Kléber Haedens, né le 11 décembre 1913 à Équeurdreville (Manche) et mort le 13 août 1976 à Aureville (Haute-Garonne), est un écrivain français, romancier, essayiste et journaliste.

## Biographie
Fils d'un officier d'artillerie, Kléber Haedens passe une grande partie de sa jeunesse à Libourne où son père est affecté au 58e régiment d'artillerie coloniale. Scolarisé à l'institution Montesquieu il y a pour professeur l'abbé André Lacaze, ami d'enfance de François Mauriac. Il accorde une place non négligeable à la ville de son enfance dans deux de ses romans (sous le nom de Livrac) : L’École des Parents (1937) et Adios (1974). Puis il poursuit ses études au prytanée national militaire de La Flèche, et intègre ensuite l'ESC Bordeaux avant d'opter pour le journalisme.
Membre de l'Action française dans les années 1930, il collabore à de nombreuses publications parmi lesquelles les périodiques Aux écoutes de Paul Lévy et Je suis partout, les revues de la Jeune Droite L'Insurgé (avec Maurice Blanchot, Jean-Pierre Maxence et Thierry Maulnier) et Combat et le quotidien L'Action française (chroniques sportives et littéraires).
Replié à Lyon pendant l'Occupation, il est alors, avec Michel Déon, un des secrétaires particuliers de Charles Maurras tout en continuant à écrire dans L'Action française et dans d'autres périodiques comme Compagnons du mouvement Jeune France ou la revue Idées. Au sein de Jeune France, il manifeste son désaccord sur l’organisation d’un 14 juillet républicain, alors recommandé par la radio de Londres, et est écarté par la direction, alors dominée par Pierre Schaeffer et la rédaction d’Esprit.
Il publie en 1943 chez Julliard une Histoire de la littérature française.
À la Libération, il travaille pour l'éditeur Robert Laffont tout en tenant la critique dramatique d'Aspects de la France, journal néo-maurrassien animé par Pierre Boutang.
En 1947, Sacha Guitry et René Benjamin, en conflit avec les autres membres de l'académie Goncourt à laquelle ils appartiennent encore, décident de lui attribuer un prix Goncourt dissident, le prix  « Goncourt hors Goncourt » pour son roman Salut au Kentucky. Ce qui fait l'objet d'un procès retentissant que l'Académie intente aux deux dissidents et à l'éditeur Robert Laffont, lesquels le perdent.
Il collabore également à Paroles françaises un journal de droite publié en France après 1944, puis à France Dimanche, Paris-Presse et au Nouveau Candide (de 1961 à 1968).
En 1968, il participe avec Thierry Maulnier, Marcel Pagnol, Pierre de Bénouville et beaucoup d'autres au comité Charles-Maurras, présidé par le duc Antoine de Lévis-Mirepoix à l’occasion du centenaire de la naissance de Maurras.
Ami d'Antoine Blondin, de Michel Déon et de Roger Nimier, il est souvent rattaché à l'école littéraire des « Hussards ».

### Prix
- 1937 : prix Cazes pour L'École des parents
- 1966 : prix Interallié pour L'été finit sous les tilleuls
- 1971 :  Prix de la critique de l’Académie française pour l’ensemble de son œuvre
- 1974 : Grand prix du roman de l'Académie française pour Adios.

### Distinction
En 1974, les Écossais de l'académie du Pure Malt décernent à Kleber Haedens le Glenfiddich Award à la Tour d'Argent.

## Postérité
Kléber Haedens a donné son nom à un prix littéraire, qui a existé dans les années 1980 : le Prix Kléber-Haedens a été décerné de 1980 à 1988. Une Association des amis de Kléber Haedens a été créée en 2000.

## Polémique
En 2008, Philippe Juvin, maire UMP de La Garenne-Colombes propose de baptiser un nouveau collège de La Garenne-Colombes du nom de Kléber-Haedens, ce qui provoque une polémique du fait de la proximité de l'écrivain avec l'Action française. En outre, Philippe Juvin souhaite également faire distribuer Une histoire de la littérature française aux enfants entrant en sixième. Cette proposition est rejetée deux mois avant l'ouverture du nouveau collège lors de la séance du conseil général des Hauts-de-Seine du 6 juillet 2009 et l'établissement porte finalement le nom de « Champs-Philippe », du nom du quartier dans lequel il est situé. 
À la suite de cette polémique, un cercle de réflexion de l'Action française décide en décembre 2009 de prendre le nom de Cercle Kléber-Haedens. Il a son siège dans les Hauts-de-Seine.

## Œuvre
- L'École des parents, Paris, Corrêa, 1937, Prix Cazes
- Magnolia-Jules, Paris, R.A. Corrêa, 1938[10]
- Gérard de Nerval, ou la sagesse romantique, Paris, Grasset, 1939
- Une jeune serpente, Paris, Gallimard, 1940
- Paradoxe sur le roman, Marseille, Sagittaire, 1941
- Le Duc de Reichstadt, pièce en trois actes, Les Cahiers de « Patrie », 1re année, no 3[11], 1941
- Poésie française : une anthologie, 1942 (rééd. 2009, Paris, La Table Ronde)
- Une histoire de la littérature française, Paris, Julliard, 1943
- Franz, Paris-Marseille, Robert Laffont, 1944[12]
- Salut au Kentucky, Paris, Robert Laffont, 1947
- Adieu à la rose (roman), Paris, Gallimard, 1955
- L'Air du pays, Paris, Albin Michel, 1963 (réédité en 1986 avec une préface de Geneviève Dormann)
- La France que j'aime, Paris, Sun, 1964
- L'été finit sous les tilleuls, Paris, Grasset, 1966, Prix Interallié
- Londres que j'aime, Paris, Sun, 1970
- Adios, Paris, Grasset, 1974, Grand prix du roman de l'Académie française
- Paradoxe sur le roman, Paris, Grasset, 1974
- Lettres de la petite ferme, posthume, Paris, Grasset, 2000[13].